# Ед
Вижте пояснителната страница за други значения на Ед.
Ед (на шведски: Ed) е град в югозападната част на Швеция, лен Вестра Йоталанд. Главен административен център на община Далс-Ед. Разположен е на южния бряг на езерото Стор Ле. Намира се на около 360 km на югозапад от столицата Стокхолм и на около 200 km на север от центъра на лена Гьотеборг. Разстоянието от Ед до границата с Норвегия е около 15 km. Има жп гара. Населението на града е 2932 жители според данни от преброяването през 2010 г.